# Acropora sekiseiensis
Acropora sekiseiensis är en korallart som beskrevs av Veron 1990. Acropora sekiseiensis ingår i släktet Acropora och familjen Acroporidae. IUCN kategoriserar arten globalt som otillräckligt studerad. Inga underarter finns listade i Catalogue of Life.